# 黃金伶人
黃金伶人（日语：ゴールドアクター），是日本純種競賽馬匹。生涯活躍於中長途賽事，曾於2015年勝出有馬紀念。

## 出賽前
2011年5月18日出生於北海道新冠町北勝牧場，所有權牧場負責人居城要旗下。
其後交由美浦訓練中心練馬師中川公成訓練。

## 競賽生涯

### 2歲
2013年11月24日出戰東京競馬場2歲新馬戰，但一直處於馬群中央無法衝出，最終以第七落敗。
其後出戰3歲未勝利戰，比賽初段選擇居中戰術之下於直路不斷加速，最終跑獲一席第四。

### 3歲
2014年年初出戰3歲未勝利戰，雖然本次比賽繼續停留於中團位置，但其於第四彎道時經已開始加速，最終進入直路後順利帶出並轟出優秀的末腳速度，最終以3/4馬位優勢取得首勝。
其後出戰百合海鷗賞及山吹賞兩場條件戰，均於其中要不俗的表現奪得亞軍。
5月3日出戰東京優駿（日本打吡）前哨戰青葉賞，比賽初段選擇於第六的位置展開推進，進入對面直路後稍爲墮後並於第四彎道重新加速爬升。進入直路後，其以穩定的姿態逐步加速，可惜未能壓制一同衝出的全球震撼再被後方的湘南湖畔及Yamano Wizard，最終以第四完賽。
完成青葉賞後進入放草，於夏季出戰3歲以上500萬以下條件戰以先行姿態輕鬆取勝，其後於支笏湖特別再度拉開對手1 1/2馬位達成連勝。
10月26日按照計劃出戰菊花賞，賽前因其僅勝出條件戰級別的賽事而僅獲得第七人氣。比賽開始後，其迅速攝入內欄進佔第五左右的位置推進，並於比賽途中一直以穩定的跟隨前方的東寶狐狼。進入直路後，其隨即於所在位置大幅度衝出，最終保持優秀的走勢之下僅不敵一早盤踞於前方的東寶狐狼及萬籟爭鳴，跑獲一席扭轉低人氣評價季軍。
賽後，由於其出現明顯的疲勞，因而進入長達9個月的休養。

### 4歲
2015年7月4日於洞爺湖特別復出，比賽途中以輕鬆的姿態在直路帶利後方對手，最終以2馬位優勢獲勝。
其後出戰十月錦標，比賽初段選擇先行戰術下一直保持於有利位置，進入直路後進一步加速跑出全場最佳末腳，最終一舉拉開後方對手1 3/4馬位取得連勝並晉級公開組。
11月8日出戰阿根廷共和國盃，因爲上兩仗的優秀表現加上僅背負56公斤的輕磅而獲得第一人氣。比賽開始後，其順應前方的Recondite及美酒當前的節奏於第三的位置推進，並於比賽途中一直維持此節奏。進入直路後，其迅速進入狀態在中檔位置加速，最終成功在終點線前超越對手，奪得首個分級賽冠軍外亦達成父子制霸。
12月27日選擇出戰有馬紀念作爲本年度最後一戰，將和新進菊花賞馬北部玄駒、目前一級賽六勝的黃金船及秋季天皇賞冠軍朗日清天等強敵對決，亦因如此賽前人氣跌落至第八。比賽開始後，北部玄駒選擇於前方帶出，黃金伶人處於第三的位置，朗日清天位於中團靠後，而黃金船則選擇最後方追走。進入對面直路後，其仍然保持穩定的節奏堅守位置，但於通過第三彎道前後方的黃金船突然展開加速並瞬間進佔前方位置，黃金伶人鞍上之騎師吉田隼人見狀亦開始指揮其座騎跟進發力。進入直路後，其於先頭部隊之中衝出並迅速衝刺，最終成功於最後關頭超越領放的北部玄駒下亦可抵擋萬籟爭鳴及勝之石的追擊，以頸位優勢奪得首個一級賽冠軍，亦爲騎師吉田帶來首個一級賽頭銜。

### 5歲
2016年首戰爲日經賞，賽前獲得第二人氣。比賽開始後，其保持於領放馬解密精英身後推進，進入直路後順利超越對手取得領先，其後亦成功壓制一同衝出的萬籟爭鳴，最終以3/4馬位優勢再度取得分級賽冠軍。
其後乘勢出戰春季天皇賞，比賽途中繼續採用先行戰術，雖然進入直路後一度處於第二的位置，但中段因體力不支以大幅失速，最終以第十二大敗。
6月18日，因於馬主居城要因衰老去世，因而黃金伶人的所有權被轉移至其子居城壽與旗下。
入秋後以產經賞作爲起動戰，本次比賽並未爭搶先頭位置下選擇於中團位置推進，進入直路後展現優秀的反應瞬間加速，最終成功衝出下超越領先的里見貴族取得勝利。
11月27日出戰日本盃，比賽途中選擇於第三左右的位置穩步推進，雖然進入直路後以不俗的姿態維持速度，但仍然未能追上前方的領放馬北部玄駒，亦於中段被後上的萬籟爭鳴及高尚駿逸超越，最終以第四完賽。
其後出戰有馬紀念以連霸目標，但和上仗一樣於直路未能最大程度加速，最終無法戰勝北部玄駒及里見光鑽下以第三落敗。

### 6歲
2017年年初出戰日經賞及春季天皇賞，然而未能保持優秀表現下分別以第五及第七落敗。
6月出戰寶塚紀念，狀態稍微恢復之下於直路上一直於內欄位置保持不俗的衝刺，最終僅敗於里見皇冠取得亞軍。
然而其後爲秋季賽事備戰時候狀態不佳，最終決定進入休養。

### 7歲
2018年年初在美國賽馬會盃復出，然而於其中僅獲得第十一，其後出戰大阪盃及產經賞亦分別以第十六及第十一大敗。
完成產經賞後，陣營認爲其巔峯期已過，因而決定安排其退役並於10月10日取消日本中央競馬會的賽駒註冊。

### 詳細賽績
| 日期       | 舉辦國家 | 馬場 | 距離   | 級別 | 賽事名稱             | 負重 | 騎師     | 馬號 | 出馬 | 名次 | 時間   | 頭馬（二馬）       |
| ---------- | -------- | ---- | ------ | ---- | -------------------- | ---- | -------- | ---- | ---- | ---- | ------ | ------------------ |
| 11/24/2013 | 日本     | 東京 | 草2000 |      | 2歲新馬              | 55   | 蛯名正義 | 10   | 16   | 7    | 2:04.8 | Cuatro Guts        |
| 21/1/2014  | 日本     | 中山 | 草2000 |      | 2歲未勝利            | 55   | 石橋脩   | 2    | 18   | 4    | 2:04.7 | 湘南湖畔           |
| 12/1/2014  | 日本     | 中山 | 草2200 |      | 3歲未勝利            | 56   | 石橋脩   | 12   | 16   | 1    | 2:15.8 | （Bang Zoom）      |
| 10/2/2014  | 日本     | 東京 | 草2400 |      | 百合海鷗賞           | 56   | 石橋脩   | 9    | 16   | 2    | 2:30.6 | Langley            |
| 4/5/2014   | 日本     | 中山 | 草2200 |      | 山吹賞               | 56   | 石橋脩   | 15   | 16   | 2    | 2:15.7 | Tosen Matakoiya    |
| 3/5/2014   | 日本     | 東京 | 草2400 | GII  | 青葉賞               | 56   | 石橋脩   | 10   | 18   | 4    | 2:26.6 | 湘南湖畔           |
| 2/8/2014   | 日本     | 札幌 | 草2600 |      | 3歲以上500萬獎金以下 | 54   | 吉田隼人 | 5    | 10   | 1    | 2:42.5 | （Godfroy）        |
| 23/8/2014  | 日本     | 札幌 | 草2600 |      | 支笏湖特別           | 54   | 吉田隼人 | 7    | 14   | 1    | 2:44.2 | （T M Dai Power）  |
| 26/10/2014 | 日本     | 京都 | 草3000 | GI   | 菊花賞               | 57   | 吉田隼人 | 10   | 18   | 3    | 3:01.7 | 東寶狐狼           |
| 4/7/2015   | 日本     | 函館 | 草2000 |      | 洞爺湖特別           | 57   | 吉田隼人 | 7    | 13   | 1    | 2:02.0 | （Yamanin Argosy） |
| 12/10/2015 | 日本     | 東京 | 草2400 |      | 十月錦標             | 57.5 | 吉田隼人 | 3    | 12   | 1    | 2:25.8 | （森遜之威）       |
| 8/11/2015  | 日本     | 東京 | 草2500 | GII  | 阿根廷共和國盃       | 56   | 吉田隼人 | 15   | 18   | 1    | 2:34.0 | （美酒當前）       |
| 27/12/2015 | 日本     | 中山 | 草2500 | GI   | 有馬紀念             | 57   | 吉田隼人 | 7    | 16   | 1    | 2:33.0 | （萬籟爭鳴）       |
| 26/3/2016  | 日本     | 中山 | 草2600 | GII  | 日經賞               | 58   | 吉田隼人 | 9    | 9    | 1    | 2:36.8 | （萬籟爭鳴）       |
| 1/5/2016   | 日本     | 京都 | 草3200 | GI   | 春季天皇賞           | 58   | 吉田隼人 | 17   | 18   | 12   | 3:16.1 | 北部玄駒           |
| 25/9/2016  | 日本     | 中山 | 草2200 | GII  | 產經賞               | 58   | 吉田隼人 | 6    | 12   | 1    | 2:11.9 | （里見貴族）       |
| 27/11/2016 | 日本     | 東京 | 草2400 | GI   | 日本盃               | 58   | 吉田隼人 | 3    | 17   | 4    | 2:26.4 | 北部玄駒           |
| 25/12/2016 | 日本     | 中山 | 草2500 | GI   | 有馬紀念             | 57   | 吉田隼人 | 2    | 16   | 3    | 2:32.7 | 里見光鑽           |
| 25/3/2017  | 日本     | 中山 | 草2500 | GII  | 日經賞               | 56   | 吉田隼人 | 12   | 16   | 5    | 2:33.2 | 意式甜釀           |
| 304/2017   | 日本     | 京都 | 草3200 | GI   | 春季天皇賞           | 58   | 横山典弘 | 12   | 17   | 7    | 3:13.6 | 北部玄駒           |
| 25/6/2017  | 日本     | 阪神 | 草2200 | GI   | 寶塚紀念             | 58   | 横山典弘 | 2    | 11   | 2    | 2:11.5 | 里見皇冠           |
| 21/1/2018  | 日本     | 中山 | 草2200 | GI   | 美國賽馬會盃         | 57   | 武豐     | 5    | 11   | 11   | 2:16.0 | 賽黃晶             |
| 1/4/2018   | 日本     | 阪神 | 草2000 | GI   | 大阪盃               | 57   | 吉田隼人 | 7    | 16   | 16   | 2:01.9 | 文雅之士           |
| 23/9/2018  | 日本     | 中山 | 草2200 | GII  | 產經賞               | 57   | 吉田隼人 | 8    | 12   | 11   | 2:13.3 | 金之霸             |

## 退役後
退役後，黃金伶人成爲了配種馬，於北海道新冠町優駿Stallion Station休養，在2019年進行配種，首批子嗣於2020年出生。首批子嗣可於2022年出賽。

## 血統簡介
父系銀幕英雄爲日本賽駒，生涯戰績不俗，曾勝出一級賽日本盃。祖父草上飛爲美國生產的日本賽駒，生涯戰績優秀，曾勝出朝日盃三歲錦標及寶塚紀念，亦曾連霸有馬紀念。
母系Heilong Xing爲日本賽駒，生涯僅勝出兩場賽事但當中包含一場公開賽。外祖父Kyowa Alysheba亦爲日本賽駒，生涯戰績不佳僅勝出條件戰級別的賽事。

### 血統表
| 父線：雷弼圖系（Hail to Reason系）                 |                                |              |                |
| 種馬 銀幕英雄 2004年（栗色）                       | 草上飛 1995年（栗色）          | Silver Hawk  | 雷弼圖         |
| 種馬 銀幕英雄 2004年（栗色）                       | 草上飛 1995年（栗色）          | Silver Hawk  | Gris Vitesse   |
| 種馬 銀幕英雄 2004年（栗色）                       | 草上飛 1995年（栗色）          | Ameriflora   | 單色           |
| 種馬 銀幕英雄 2004年（栗色）                       | 草上飛 1995年（栗色）          | Ameriflora   | Graceful Touch |
| 種馬 銀幕英雄 2004年（栗色）                       | Running Heroine 1993年（棗色） | 週日寧靜     | Halo           |
| 種馬 銀幕英雄 2004年（栗色）                       | Running Heroine 1993年（棗色） | 週日寧靜     | Wishing Well   |
| 種馬 銀幕英雄 2004年（栗色）                       | Running Heroine 1993年（棗色） | Dyna Actress | 北方風味       |
| 種馬 銀幕英雄 2004年（栗色）                       | Running Heroine 1993年（棗色） | Dyna Actress | Model Sport    |
| 繁殖雌馬 Heilong Xing 1999年（深棗色）             | Kyowa Alysheba 1990年（棗色）  | 阿里沙巴     | 雅力達         |
| 繁殖雌馬 Heilong Xing 1999年（深棗色）             | Kyowa Alysheba 1990年（棗色）  | 阿里沙巴     | Bel Sheba      |
| 繁殖雌馬 Heilong Xing 1999年（深棗色）             | Kyowa Alysheba 1990年（棗色）  | Sulemeif     | 北地舞人       |
| 繁殖雌馬 Heilong Xing 1999年（深棗色）             | Kyowa Alysheba 1990年（棗色）  | Sulemeif     | Barely Even    |
| 繁殖雌馬 Heilong Xing 1999年（深棗色）             | Happy Hien 1987（栗色）        | Manado       | Captain's Gig  |
| 繁殖雌馬 Heilong Xing 1999年（深棗色）             | Happy Hien 1987（栗色）        | Manado       | Slipstream     |
| 繁殖雌馬 Heilong Xing 1999年（深棗色）             | Happy Hien 1987（栗色）        | Buzen Fubuki | Sedan          |
| 繁殖雌馬 Heilong Xing 1999年（深棗色）             | Happy Hien 1987（栗色）        | Buzen Fubuki | Tosa Queen     |
| 雌系：號族：1-p                                    |                                |              |                |
| 五代內近親交配：北地舞人 5×5×4、Hail to Reason 5×5 |                                |              |                |

## 命名由來
名字中，Gold（ゴールド）为居城要、居城壽與父子之冠名，意思即是「黃金」，Actor（アクター）則是男演員之意思，聯想自父系銀幕英雄之名字，香港則採用較為傳統的「伶人」作为翻譯。

## 外部連結
- 黃金伶人 netkeiba.com （页面存档备份，存于）
- 血統表 （页面存档备份，存于）